# أيمن حكيم
أيمن الحكيم مدرب كرة قدم سوري لعب لنادي الوحدة. عُين في عام 2011 مساعداً للروماني تيتا فاليريو في تدريب المنتخب السوري المشارك في كأس آسيا 2011. درب عام 2016 المنتخب السوري لكرة القدم. وقدم استقالته في نوفمبر عام 2017 بعد الخروج من تصفيات كاس العالم ضد أستراليا. درب المنتخب السوري دون ال23 سنة (الأولمبي). قام بتدريب نادي الكرامة السوري.